# Emiel Puttemans
Emiel Adrien „Miel“ Puttemans (* 8. Oktober 1947 in Tervuren, Vossem) ist ein ehemaliger belgischer Langstreckenläufer, Weltrekordler und Olympiazweiter.

## Beginn der Karriere
Mit 21 Jahren stand Emiel Puttemans erstmals in einem olympischen Finale, als er bei den Spielen 1968 in Mexiko-Stadt Zwölfter im 5000-Meter-Lauf wurde. Bei den Europameisterschaften 1969 in Athen belegte er Platz 7. Bei den Europameisterschaften 1971 in Helsinki belegte er Platz 6 und lag damit einen Platz vor dem Finnen Lasse Virén. Wenige Tage nach der Europameisterschaften stellte Puttemans seinen ersten Weltrekord auf, als er 8:17,8 min über die Strecke von 2 Meilen lief. Puttemans gehörte zur Trainingsgruppe von Edmond Vanden Eynde, der große Umfänge trainieren ließ, aufgelockert durch Fahrtspiel. Hierdurch war die Grundlage für viele Rennen gelegt, die selbst wieder im Rahmen der Periodisierung des sportlichen Trainings als Trainingsmittel eingesetzt wurden. Als gelernter Gärtner war er seit 1965 Angestellter der Belgischen nationalen Verwaltung der Kanäle und Wasserwege und konnte so Training und Arbeit optimal verbinden.

## Das olympische Jahr 1972
Bei den Olympischen Spielen 1972 in München gewann er am 31. August seinen Vorlauf im 10.000-Meter-Lauf mit neuem olympischen Rekord von 27:53,4 Minuten. Das Finale am 3. September 1972 gewann Lasse Viren, der trotz eines Sturzes mit 27:38,4 min den sieben Jahre alten Weltrekord von Ron Clarke unterbieten konnte. Puttemans wurde in 27:39,6 min Zweiter vor dem Äthiopier Miruts Yifter in 27:41,0 min. Damit lagen Puttemans und Yifter hinter Viren und Clarke auf Platz 3 und 4 der ewigen Weltbestenliste. Am 7. September im Vorlauf über 5000 Meter erzielte Puttemans erneut olympischen Rekord mit 13:31,8 min. Im Finale am 10. September blieben fünf Läufer unter diesem Rekord. Während Lasse Viren gewann, wurde Puttemans in 13:30,8 min Fünfter.
Vier Tage nach diesem Lauf verbesserte Lasse Viren in Helsinki den sechs Jahre alten Weltrekord von Ronald Clarke auf 13:16,4 min. Am gleichen Tag verbesserte Emiel Puttemans in Arhus den sieben Jahre alten Weltrekord über 3000 Meter des Kenianers Kipchoge Keino auf 7:37,6 min. Am 20. September 1972 in Brüssel verbesserte Puttemans dann gleich zwei Weltrekorde auf einmal, als er die 5000 Meter in 13:13,0 min lief und unterwegs den Weltrekord über 3 Meilen auf 12:47,8 min verbesserte. Der Weltrekord über 5000 Meter sollte erst 1977 vom Neuseeländer Dick Quax unterboten werden.

## 1973 bis 1982
Puttemans begann das Jahr 1973 mit der Aufstellung einer Hallenweltbestzeit über 2 Meilen, als er in Berlin 8:13,2 min lief; unterwegs verbesserte er die Weltbestzeit über 3000 Meter auf 7:39,2 min. 1973 und 1974 wurde Puttemans jeweils Halleneuropameister über 3000 Meter. 1975 gewann er mit der belgischen Mannschaft Bronze bei den Weltmeisterschaften im Crosslauf. Bei den Olympischen Spielen 1976 in Montreal gab Puttemans im Finale des 10.000-Meter-Laufs auf. 1978 gewann Puttemans noch einmal Silber bei den Halleneuropameisterschaften über 3000 Meter. Bei den Spielen 1980 in Moskau schied er im Halbfinale über 5000 Meter aus. 1982 gewann Puttemans den Rom-Marathon.

## Daten
Bestzeiten:
- 3000 Meter: 7:37,6 min (1972)
- 5000 Meter: 13:13,0 min (1972)
- 10.000 Meter: 27:39,6 min (1972)
- Marathon: 2:09:53 h (1982)

Bei einer Körpergröße von 1,71 m betrug sein Wettkampfgewicht 58 kg.